# Louisville (Nebraska)
Louisville je grad u američkoj saveznoj državi Nebraska. Prema popisu stanovništva iz 2010. u njemu je živjelo 1,106 stanovnika.